# Harry Bicket
Harry Bicket (Liverpool, 1961) és un clavecinista, organista i director d'orquestra anglès.
Va estudiar al Radley College, Christ Church, Oxford i en el Royal College of Music de la Universitat d'Oxford. Ha adquirit reputació internacional com a expert en obres de Händel, Mozart i Bach. Com a organista es va exercir a la capella de Sant Jordi del castell de Windsor i a l'abadia de Westminster en l'ocasió del casament de Sarah Ferguson i el príncep Andreu.
El 1996 va debutar al Festival de Glyndebourne amb la producció de Peter Sellars de Theodora de Händel amb Dawn Upshaw, Lorraine Hunt Lieberson i David Daniels i amb l'Òpera Estatal de Baviera a Múnic amb Rinaldo també de Händel.
La temporada 2001 debutà al Liceu de Barcelona amb Giulio Cesare guanyant el Premi dels crítics d'òpera. Altres intervencions en òpera han sigut L'Orfeo i Combattimento di Tanvredi e Clorinda de Monteverdi, Ariodante de Händel per a l'ENO, L'Orfeo (Scottish Opera), Werther per a l'English Touring Opera; Les noces de Fígaro i La clemenza di Tito (New York City Opera), L'Orfeo a la Royal Danish Opera, i Semele amb la English National Opera.
El 2003 va debutar a la Lyric Opera de Chicago i al Covent Garden de Londres amb Orlando de Händel i el desembre de 2004 va debutar al Metropolitan Opera de Nova York dirigint Rodelinda de Händel amb Renée Fleming i David Daniels tornant en la temporada 2006 per a Giulio Cesare. L'estiu de 2005 va dirigir l'òpera Il Giasone de Cavalli a l'Aspen Opera Theater, estat de Colorado, amb la mezzosoprano catalana Gemma Coma-Alabert en el paper de Medea. Va dirigir novament a David Daniels a l'Òpera de Santa Fe a Radamisto de Händel i a la Florida Grand Opera amb L'incoronazione di Poppea de Monteverdi que també va dirigir a l'Òpera de Los Angeles amb Susan Graham i Frederica von Stade.
Ha dirigit la New York Philharmonic, Rotterdam Philharmonic, Minnesota Orchestra, Royal Stockholm, Los Angeles Philharmonic, Hallé Orchestra, Bayerische Rundfunk, Royal Liverpool Philharmonic, St Paul Chamber Orchestra, City of London Sinfonia, Scottish Chamber Orchestra, Bournemouth Symphony Orchestra, City of London Sinfonia, i la Ulster Orchestra, entre d'altres.
Des del 2007 és el director titular del conjunt The English Concert.
L'1 d'octubre de 2009 va estrenar al Gran Teatre del Liceu L'arbore di Diana del compositor valencià Vicent Martín i Soler.